# Mersalyl
Mersalyl (Mersal) là một hợp chất thủy ngân hữu cơ  (thuốc lợi tiểu thủy ngân). Nó chỉ hiếm khi được sử dụng như một loại thuốc, đã được thay thế bằng thuốc lợi tiểu không chứa thủy ngân và do đó ít độc hơn. Nó có một trung tâm Hg (II). Mersalyl ban đầu được điều chỉnh từ calomel (HgCl), một loại thuốc lợi tiểu được phát hiện bởi Paracelsus.